# Мелвил (Саскачеван)
Мелвил (енгл. Melville) је град у источном делу канадске провинције Саскачеван. Град се налази на раскрсници магистралних друмова 10, 15 и 47 на око 45 км југозападно од града Јорктона и 145 км североисточно од административног центра провинције града Реџајне. 
Са свега 4.500 становника (попис 2011) Мелвил је најмање насеље са административним статусом града у провинцији Саскачеван и једини је изузетак од закона о административном уређењу провинције Саскачеван који прописује да свако насеље са административним статусом града мора имати више од 5.000 становника.
На око 3 км источно од града налази се и мањи аеродром.

## Историја
Управа железничке компаније Гранд Транк Реилвеј (Grand Trunk Railway) је 1906. дошла у посед земљишта преко којег је требало да прође железничка пруга. Већ наредне године на том подручју су подигнуте прве јавне грађевине (трговина, пилана) које би олакшале градњу железнице. Управа компаније је на месту где је требало да буде будуће насеље распарчала земљиште на 30 парцела и продавала их по ценама од 60 до 400 долара у зависности од величине и положаја што је довело до интензивнијег насељавања области. Насеље је службено основано 1908 (тада му је додељљен статус села), исте године када су завршени радови на железници у том крају, а име је добило по некадашњем председнику те железничке компаније Чарлсу Мелвилу Хејсу који је 4 године касније страдао у несрећи брода Титаник у северном Атлантику.
Насеље се убрзано развијало захваљујући свом стратешки важном саобраћајном положају, тако да је за свега две године број становника порастао са 66 колико их је било 1907. на преко 1.000 житеља 1909. године када је Мелвил добио административни статус варошице. Златно доба Мелвила је био период између 1910. и 1914. када су у варошици изграђене бројне грађевине од виталног значаја за даљи развој. У том периоду је отворена и мања термоелектрана, болница, млин, површински копови за угаљ и колеџ. У том периоду основан је и хокејашки клуб Мелвил милионерси.
Мелвил је административни статус града добио одлуком провинцијске владе од 1. августа 1960. године и једино је урбано насеље са тим статусом у провинцији са мање од законом прописаних 5.000 становника.

## Демографија
Према резултатима пописа становништва из 2011. у граду је живело 4.517 становника у укупно 2.114 домаћинстава, што је за 8,9% више у односу на 4.149 становника колико је регистровано 
приликом пописа 2006. године.
| 2006. | 2011. |
| ----- | ----- |
| 4.149 | 4.517 |